# Elecciones generales de Italia de 1895
Las elecciones generales se celebraron en Italia el 26 de mayo de 1895, con una segunda vuelta celebrada el 2 de junio. El bloque de izquierda "ministerial" siguió siendo el más grande en el Parlamento, ganando 334 de los 508 escaños.

## Contexto histórico
En diciembre de 1893, la impotencia del gabinete de Giovanni Giolitti para restaurar el orden público, amenazado por los disturbios en Sicilia y el escándalo de la Banca Romana, dio lugar a una demanda general de que Francesco Crispi regresara al poder. Aunque Giolitti intentó detener las manifestaciones y protestas de los Fasci Siciliani, sus medidas fueron relativamente suaves. En las tres semanas de incertidumbre antes de que Crispi formara un gobierno el 15 de diciembre de 1893, la rápida propagación de la violencia llevó a muchas autoridades locales a desafiar la prohibición de Giolitti sobre el uso de armas de fuego. En diciembre de 1893, 92 campesinos perdieron la vida en enfrentamientos con la policía y el ejército. Se quemaron edificios gubernamentales, molinos harineros y panaderías que se negaron a bajar sus precios cuando se redujeron o abolieron los impuestos.
El 3 de enero de 1894, Crispi declaró el estado de sitio en toda Sicilia. Los reservistas del ejército fueron retirados y el general Roberto Morra di Lavriano fue enviado con 40.000 soldados. El antiguo orden se restauró mediante el uso de fuerza extrema, incluidas ejecuciones sumarias. También fue aplastada una revuelta solidaria de anarquistas y republicanos en la Lunigiana.
La represión de los Fasci se convirtió en una persecución total. El gobierno arrestó no solo a los líderes del movimiento, sino a masas de agricultores pobres, estudiantes, profesionales, simpatizantes de los Fasci, e incluso a aquellos simplemente sospechosos de haber simpatizado con el movimiento en algún momento, en muchos casos sin evidencia alguna de su existencia. Tras la declaración del estado de emergencia, se emitieron condenas por las más insignificantes razones. Muchos alborotadores fueron encarcelados por haber gritado cosas como "Viva l'anarchia" o "abajo el Rey". En Palermo, en abril y mayo de 1894, se llevaron a cabo los juicios contra el comité central de los Fasci y este fue el golpe final que marcó la sentencia de muerte del movimiento de los Fasci Siciliani.
El 16 de junio de 1894, el anarquista Paolo Lega intentó disparar contra Crispi pero el intento fracasó. El 24 de junio, un anarquista italiano mató al presidente francés Carnot. En este clima de aumento del miedo al anarquismo, Crispi pudo introducir una serie de leyes anti-anarquistas en julio de 1894, que también fueron utilizadas contra los socialistas. Se anunciaron fuertes penas por "incitación al odio de clases" y la policía recibió poderes amplios para arrestar preventivamente y deportar.
Crispi apoyó firmemente los enérgicos remedios adoptados por su ministro de Finanzas, Sidney Sonnino, para salvar el crédito italiano, que se había visto gravemente afectado por la crisis financiera de 1892-1893 y el escándalo de la Banca Romana. En 1894 fue amenazado con la expulsión de la masónica Grande Oriente d'Italia por ser demasiado amigable con la Iglesia Católica. Anteriormente había sido muy anticlerical, pero se había convencido de la necesidad de un acercamiento con el papado.
La supresión intransigente del desorden de Crispi y su negativa a abandonar la Triple Alianza o la colonia eritrea, o a su ministro del Tesoro, Sidney Sonnino, provocaron una ruptura con el líder radical Felice Cavallotti. Cavallotti inició una despiadada campaña de difamación contra él. El fallido atentado contra la vida de Crispi por la anarquista Lega trajo una tregua momentánea, pero los ataques de Cavallotti pronto se renovaron con más ferocidad que nunca. Produjeron poco efecto y las elecciones generales de 1895 dieron a Crispi una gran mayoría. No obstante, la humillante derrota del ejército italiano en Adwa en marzo de 1896 en Etiopía durante la Primera Guerra Italo-Etíope, provocó su dimisión tras estallar disturbios en varias ciudades italianas.

## Partidos y líderes
| Partido | Partido                     | Ideología                             | Líder             |
| ------- | --------------------------- | ------------------------------------- | ----------------- |
|         | Izquierda histórica         | Liberalismo, Centrismo                | Francesco Crispi  |
|         | Derecha histórica           | Conservadurismo, Monarquismo          | Antonio Starabba  |
|         | Extrema izquierda histórica | Republicanismo, Radicalismo           | Felice Cavallotti |
|         | Partido Socialista Italiano | Socialismo, Socialismo revolucionario | Andrea Costa      |

## Resultados
|  | 58,43 % |

|  | 21,79 % |

|  | 11,65 % |

|  | 6,76 % |

|  | 1,37 % |

|  | 95,71 % |

|  | 4,29 % |

|  | 100 % |

|  | 60,17 % |

### Voto por área geográfica
|  | 44,44 % |

|  | 27,52 % |

|  | 18,41 % |

|  | 37,88 % |

|  | 35,78 % |

|  | 65,17 % |

|  | 11,11 % |

|  | 24,77 % |

|  | 6,47 % |

|  | 6,57 % |

|  | 11,93 % |

|  | 9,95 % |